# Zlomky poznania
Zlomky poznania je šesté studiové album Miroslava Žbirky, které v roce 1988 vydalo slovenské hudební vydavatelství Opus.

## Seznam skladeb
1. „Zlomky“
2. „Vtedy prídem, keď ti poviem: Tu som“
3. „Adriana“
4. „Len s ňou“
5. „Sedím doma“
6. „Prvá“
7. „Možno sa ti zdá“
8. „Vraj ho mala rada“
9. „Vážny muž“
10. „Ideme z PKO“
11. „Jesenná láska“
12. „Šagrénová koža“